# 罗格·汉松
罗格·汉松（瑞典語：Roger Hansson，1967年7月13日—），瑞典男子冰球运动员，1984年开始职业生涯。他曾代表瑞典国家队参加1994年冬季奥林匹克运动会冰球比赛，获得一枚金牌。